# John Tavares
John Tavares (* 20. September 1990 in Mississauga, Ontario) ist ein kanadischer Eishockeyspieler portugiesischer Herkunft. Der Center steht seit Juli 2018 bei den Toronto Maple Leafs in der National Hockey League unter Vertrag und führte diese von 2019 bis 2024 als Mannschaftskapitän an. Zuvor spielte er für die New York Islanders, die ihn im NHL Entry Draft 2009 an erster Gesamtposition ausgewählt hatten und bei denen er von 2013 bis 2018 ebenfalls als Kapitän fungierte. Mit der kanadischen Nationalmannschaft wurde Tavares 2014 Olympiasieger und gewann die Goldmedaille beim World Cup of Hockey 2016.

## Karriere

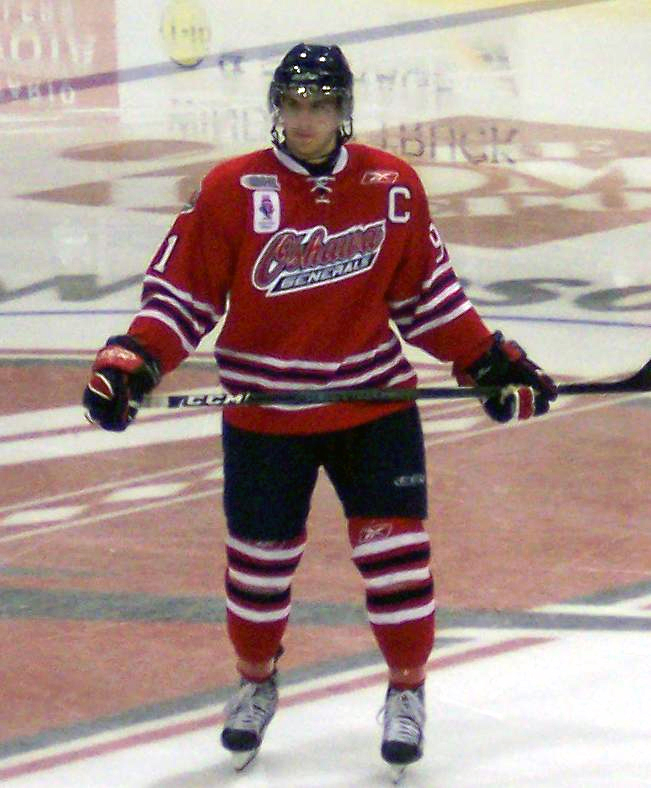
Tavares im Trikot der Oshawa Generals

### Juniorenbereich (2004–2009)
Tavares ist der jüngste Spieler, der je im OHL-Draft gewählt wurde. In der OHL Priority Selection 2005 wurde er an der ersten Position von den Oshawa Generals ausgewählt und war aufgrund einer Ausnahmeregelung der erste 15-Jährige, der in der OHL zum Einsatz kam. Tavares gilt als besonders talentiert, was er durch seine Leistungen in der OHL unter Beweis stellte. In seinem zweiten Jahr in Oshawa brach der damals 16-Jährige sogar einige von Wayne Gretzky gehaltene kanadische Juniorenrekorde. Am Ende der Saison wurde er zum besten Spieler der OHL und CHL gewählt.

### New York Islanders (2009–2018)

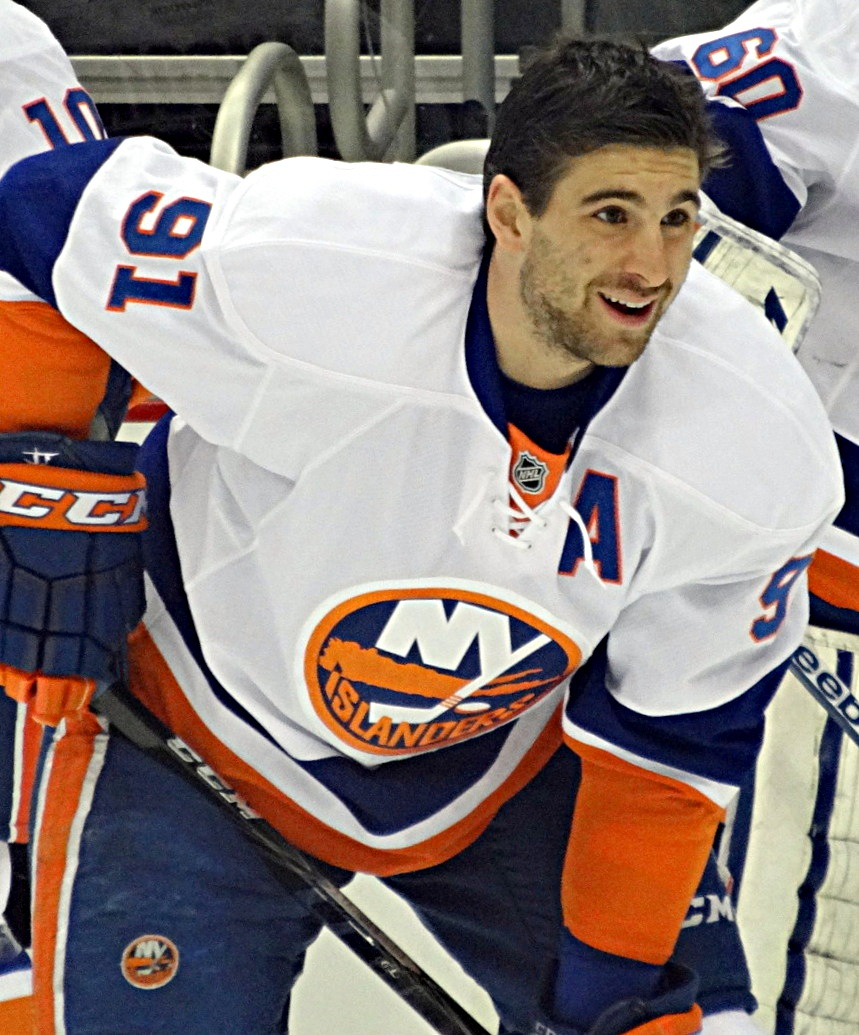
Tavares im Trikot der Islanders (2013)

Im Herbst 2007 versuchte sein Agent die National Hockey League sowie die Spielergewerkschaft davon zu überzeugen, ihn bereits für den NHL Entry Draft 2008 mit einer Ausnahmegenehmigung zuzulassen. Alle verfügbaren Spieler für den NHL Entry Draft 2008 mussten vor dem 15. September 1990 geboren worden sein, Tavares Geburtstag ist aber fünf Tage später am 20. September. Nachdem das Gesuch abgelehnt worden war, versuchten die Toronto Maple Leafs den Kanadier für ihr American-Hockey-League-Farmteam Toronto Marlies zu verpflichten, was jedoch ebenfalls an einem Veto der Liga scheiterte und Tavares somit in die OHL zurückkehrte. Beim NHL Entry Draft 2009 wurde er schließlich als Gesamterster von den New York Islanders ausgewählt und unterschrieb dort einen dreijährigen Einstiegsvertrag. Bei den Islanders konnte er sich unmittelbar im NHL-Kader etablieren und erzielte bei seinem Debüt in der höchsten Spielklasse Nordamerikas direkt sein erstes Tor. Tavares beendete die Saison 2009/10 mit insgesamt 54 Scorerpunkten als punktbester Akteur seiner Mannschaft und war weiterhin zweitbester Rookie der NHL hinter Matt Duchene von den Colorado Avalanche. Im Oktober 2010 erzielte der Linksschütze im Spiel gegen die Florida Panthers den ersten Hattrick seiner NHL-Laufbahn, bevor er im Januar 2011 gegen die Buffalo Sabres erstmals drei Tore innerhalb eines Drittels erzielen konnte.
Im Vorfeld der Spielzeit 2011/12 verlängerte Tavares seinen Vertrag bei den Islanders um sechs Jahre bei einem kolportierten Gesamtgehalt von 33 Millionen US-Dollar. Direkt zu Beginn markierte er im Oktober 2011 in zwei aufeinanderfolgenden Partien jeweils vier Scorerpunkte und wurde im weiteren Verlauf der Saison zum Assistenzkapitän der Mannschaft ernannt. Im Januar 2012 lief der Kanadier erstmals im All-Star-Game der Liga auf und erzielte dabei jeweils einen Treffer sowie eine Torvorlage.
Aufgrund des Lockouts zu Beginn der Saison 2012/13 spielte er ab September 2012 für den SC Bern in der Schweizer National League A. Dieses Engagement war zunächst auf zwei Monate oder bis zum Wiederbeginn der NHL-Saison befristet. Nachdem der Spielbetrieb in der NHL wieder aufgenommen worden war, kehrte Tavares zu den Islanders zurück und beendete die verkürzte Spielzeit mit 47 Scorerpunkten aus 48 Partien. Im September 2013 wurde der Kanadier als Nachfolger des abgewanderten Mark Streit zum neuen Mannschaftskapitän ernannt. Nachdem er sich bei seiner Teilnahme an den Olympischen Winterspielen 2014 einen Innenband- und Meniskusriss zuzog, fiel er für den Rest der verbleibenden NHL-Saison aus. Im folgenden Jahr spielte Tavares mit 86 Scorerpunkten die punktbeste Spielzeit seiner bisherigen NHL-Karriere, musste sich jedoch Jamie Benn für den Gewinn die Art Ross Trophy als offensivstärkster Akteur der Liga geschlagen geben.

### Toronto Maple Leafs (seit 2018)
Am Ende der Saison 2017/18 lief der Vertrag des Kanadiers bei den Islanders aus, nachdem man sich zuvor nicht auf eine vorzeitige Verlängerung einigen konnte. In der Folge wurde Tavares als einer der begehrtesten Free Agents der NHL-Geschichte gehandelt, so warben eine Reihe von Teams um die Dienste des Angreifers, unter anderem die San Jose Sharks, Toronto Maple Leafs, Tampa Bay Lightning, Dallas Stars und Boston Bruins. Zudem verhandelten auch die Islanders weiterhin mit ihm, um ihn von einem Verbleib in New York zu überzeugen. Schließlich unterzeichnete Tavares am 1. Juli 2018, dem ersten Tag der Free-Agent-Periode, einen Siebenjahresvertrag bei den Toronto Maple Leafs, der ihm ein durchschnittliches Jahresgehalt von elf Millionen US-Dollar einbringen soll. Er wurde damit zu einem der bestbezahlten Spieler der NHL sowie zum bestbezahlten Akteur der Maple Leafs. Diesbezüglich soll er noch höher dotierte Verträge, beispielsweise von den San Jose Sharks, abgelehnt haben, um für das Team seiner Kindheit spielen zu können.
In seiner ersten Saison im Trikot der Maple Leafs erzielte Tavares Karriere-Bestwerte in Toren (47) und Scorerpunkten (88), bevor er zu Beginn der Spielzeit 2019/20 zum 25. Mannschaftskapitän der Franchise-Geschichte ernannt wurde. Im Mai 2021 verletzte er sich in einem Playoff-Spiel gegen die Canadiens de Montréal. Er erlitt eine Gehirnerschütterung. Sein Team verlor die Serie daraufhin mit 3:4.
Im Januar 2023 bestritt Tavares sein insgesamt 1000. Spiel der regulären Saison in der NHL. Am 11. Dezember 2023 erzielte er im Spiel gegen die New York Islanders ein Tor und eine Vorlage und erreichte somit als 98. Spieler der NHL-Geschichte den Meilenstein von 1000 Scorerpunkten. In der Off-Season des Sommers 2024 gab Tavares das Kapitänsamt der Maple Leafs nach fast fünf Jahren an Auston Matthews ab.

### International
Tavares vertrat sein Heimatland erstmals bei der U18-Junioren-Weltmeisterschaft 2006. Während seiner Juniorenzeit nahm er auch an der Super Series 2007 teil. Außerdem vertrat der Angreifer die kanadische Auswahl bei den Junioren-Weltmeisterschaften 2008 und 2009. Tavares gewann dabei zwei Mal in Folge die Goldmedaille und wurde 2009 mit mehreren individuellen Auszeichnungen geehrt. Neben der Auszeichnung als wertvollster Spieler des Turniers wurde er auch als bester Stürmer und ins All-Star-Team der Weltmeisterschaft gewählt.
Tavares wurde in den kanadischen Kader für die Eishockey-Weltmeisterschaft 2010 berufen. Im Turnierverlauf erzielte er sieben Tore und war erfolgreichster Torschütze der Weltmeisterschaft, doch die kanadische Auswahl verfehlte einen Medaillenrang und scheiterte im Viertelfinale an Russland. 2014 wurde er mit der kanadischen Nationalmannschaft Olympiasieger. Ferner vertrat er sein Heimatland beim World Cup of Hockey 2016 und gewann mit dem Team auch dort die Goldmedaille.

## Erfolge und Auszeichnungen
| - 2005 Jack Ferguson Award - 2006 Emms Family Award - 2006 CHL Rookie of the Year - 2006 CHL All-Rookie Team - 2006 OHL First All-Rookie Team - 2007 Teilnahme am OHL All-Star Game - 2007 OHL First All-Star-Team - 2007 Red Tilson Trophy - 2007 CHL Player of the Year - 2007 CHL First All-Star Team - 2008 Teilnahme am OHL All-Star Game - 2009 Teilnahme am CHL Top Prospects Game | - 2009 Eddie Powers Memorial Trophy - 2009 OHL Second All-Star Team - 2010 NHL All-Rookie Team - 2012 Teilnahme am NHL All-Star Game - 2012 NHL-Spieler des Monats Januar - 2012 Spengler-Cup-Gewinn mit dem Team Canada - 2015 Teilnahme am NHL All-Star Game - 2015 NHL First All-Star Team - 2016 Teilnahme am NHL All-Star Game - 2017 Teilnahme am NHL All-Star Game - 2018 Teilnahme am NHL All-Star Game - 2019 Teilnahme am NHL All-Star Game |

### International
| - 2008 Goldmedaille bei der U20-Junioren-Weltmeisterschaft - 2009 Goldmedaille bei der U20-Junioren-Weltmeisterschaft - 2009 Bester Torschütze der U20-Junioren-Weltmeisterschaft (gemeinsam mit Nikita Filatow) - 2009 Wertvollster Spieler der U20-Junioren-Weltmeisterschaft - 2009 Bester Stürmer der U20-Junioren-Weltmeisterschaft | - 2009 All-Star-Team der U20-Junioren-Weltmeisterschaft - 2010 Bester Torschütze der Weltmeisterschaft - 2014 Goldmedaille bei den Olympischen Winterspielen - 2016 Goldmedaille beim World Cup of Hockey - 2024 Bester Vorlagengeber der Weltmeisterschaft (gemeinsam mit Roman Josi) |

## Karrierestatistik

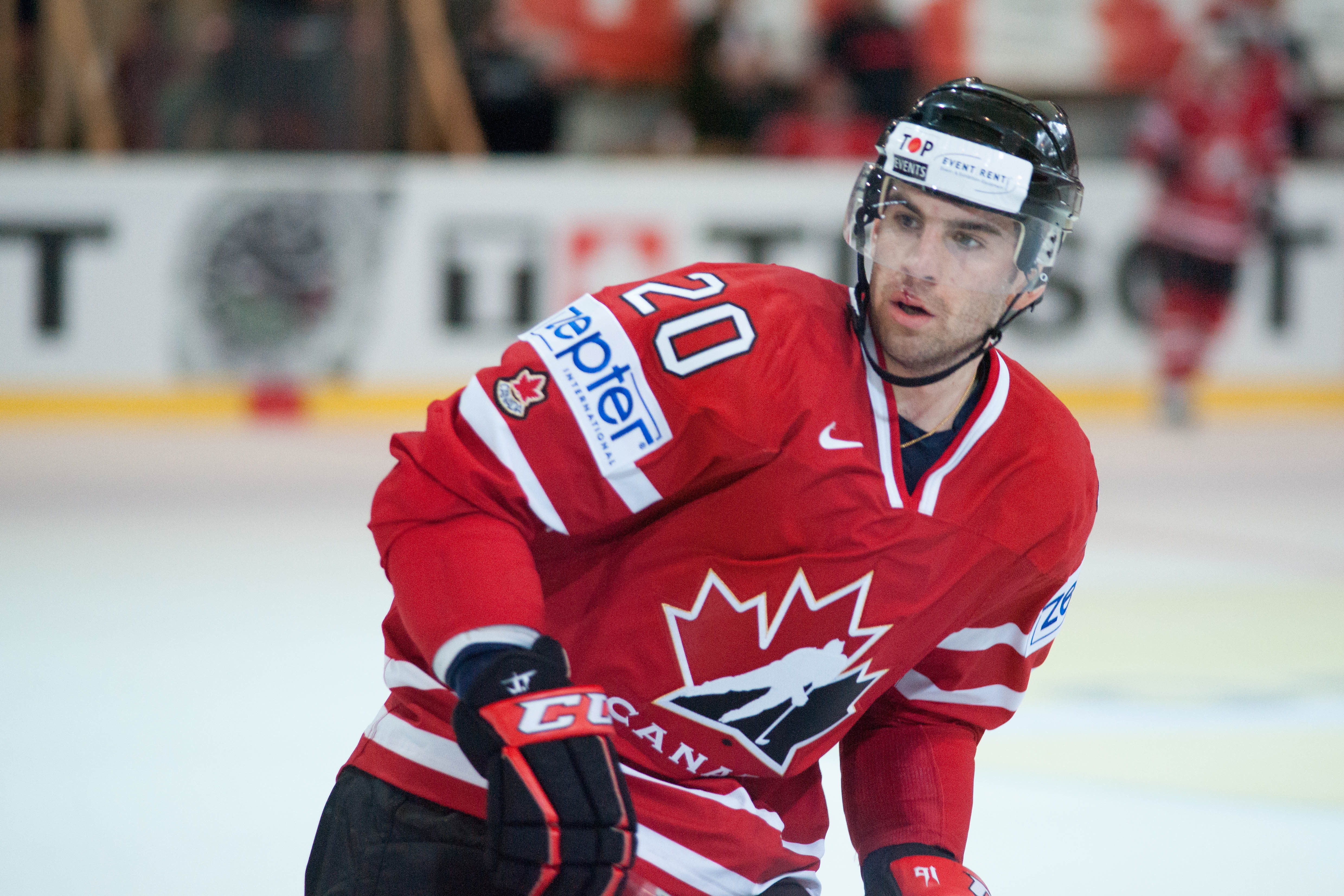
Tavares im Trikot der Nationalmannschaft

Stand: Ende der Saison 2024/25

### International
Vertrat Kanada bei:
| - U18-Junioren-Weltmeisterschaft 2006 - Super Series 2007 - U20-Junioren-Weltmeisterschaft 2008 - U20-Junioren-Weltmeisterschaft 2009 - Weltmeisterschaft 2010 | - Weltmeisterschaft 2011 - Weltmeisterschaft 2012 - Olympische Winterspiele 2014 - World Cup of Hockey 2016 - Weltmeisterschaft 2024 |

(Legende zur Spielerstatistik: Sp oder GP = absolvierte Spiele; T oder G = erzielte Tore; V oder A = erzielte Assists; Pkt oder Pts = erzielte Scorerpunkte; SM oder PIM = erhaltene Strafminuten; +/− = Plus/Minus-Bilanz; PP = erzielte Überzahltore; SH = erzielte Unterzahltore; GW = erzielte Siegtore; 1 Play-downs/Relegation; Kursiv: Statistik nicht vollständig)